# 近藤一弥
近藤 一弥（こんどう かずや、1960年 - ）は、東京都出身のグラフィックデザイナー、装幀家。東北芸術工科大学教授。
現代美術、音楽、コンテンポラリーダンスなど、アート関連のポスター、書籍デザインを中心にグラフィックデザイナーとして幅広く活動している。
また、アーティストとしても活動しており「作家の創造の軌跡」をテーマに、映像／音響を用いたインスタレーション作品も発表している。
実父は日本画家の近藤弘明である。

## 思想
芸術とデザインを区別しておらず、「デザインは世界とつながる動機付けの上に成り立つ。水溜まりに映し出される世界のように、心に映し出される形でのみ世界を知り得ることができる。そういう意味では芸術とデザインとを根本的に区別する必要はないと考えている。」と述べている。
また色々なジャンルのものを手掛けてはいるが、ノンコマーシャルで本以外は商業的なものは制作していない。

## 略歴
1982年成城大学文芸学部芸術学科卒業。美学、映画理論を専攻。
1985年桑沢デザイン研究所グラフィック研究科卒業。
1992年に株式会社カズヤコンドウを設立。
1998年『安部公房全集』（新潮社）のブックデザインで、東京ADC原弘賞を受賞。
2000年ブルーノグラフィックビエンナーレ・プラハタイポデザインクラブ賞受賞。
2002年桑沢賞受賞。
2007年東北芸術工科大学デザイン工学部情報デザイン学科グラフィックデザインコース（現 グラフィックデザイン学科）教授になる。

## 主な仕事
造本装幀
- 蓮實重彦『ゴダール マネ フーコー 思考と感性とをめぐる断片的な考察』NTT出版、2008年
- 澁谷征司『BIRTH』赤々舎、2008年
- 淺沼圭司『物語とはなにか』水声社、2007年
- アンリ・ミショー『ひとのかたち』平凡社、2007年
- 佐々木敦『(H) EAR ポスト・サイレンスの諸相』青土社、2007年
- 武満徹『Visions in Time』エスクァイア マガジン ジャパン、2006年
- 池田亮司『formula』NTT出版／forma、2002年／2004年
- 三浦雅士『出生の秘密』講談社、2005年
- 三浦雅士『青春の終焉』講談社、2001年
- 三浦雅士『批評という鬱』岩波書店、2001年
- 三浦雅士『考える身体』NTT出版、1999年
- 『岩波講座 文学』岩波書店、2003–2004年
- 『安部公房全集』新潮社、1997–2009年

他
アートディレクション、デザイン、その他
- 「Story of…カルティエクリエイション〜めぐり逢う美の記憶 」東京国立博物館、2009年
- 「池田亮司　+/- the infinite between 0 and 1」東京都現代美術館、2009年
- 「ラ・ラ・ラ・ヒューマン・ステップス　アムジャッド」彩の国さいたま芸術劇場、2008年
- 「宮島達男　Art in You」水戸芸術館現代美術ギャラリー、2008年
- 「エイヤ＝リーサ・アハティラ展」丸亀市猪熊弦一郎現代美術館、2008年
- 「LIFE - fluid, invisible, inaudible ...　坂本龍一 ＋ 高谷史郎」NTTインターコミュニケーションセンター［ICC］、2007年
- 「アンリ・ミショー展　ひとのかたち」東京国立近代美術館、2007年
- 「insen alva noto + ryuichi sakamoto」山口情報芸術センター他、2006年
- 「武満徹　Visions in Time」東京オペラシティアートギャラリー、2006年
- 「インバル・ピント・ダンスカンパニー　オイスター」神奈川県民ホール／世田谷パブリックシアター、2001／2005年
- 「杉本博司　時間の終わり」森美術館、2005年
- 「ヴォルフガング・ティルマンス」東京オペラシティアートギャラリー、2004年
- 「安部公房展」世田谷文学館、2003年
- 「dumb type　Voyages」NTTインターコミュニケーションセンター［ICC］、2002年
- 「ダグ・エイケン ニュー・オーシャン」東京オペラシティアートギャラリー、2002年
- 「スクリーン・メモリーズ」水戸芸術館現代美術ギャラリー、2002年
- 「ピーター・ブルック ハムレットの悲劇」世田谷パブリックシアター、2001年
- 「フィリップ・ドゥクフレ＆カンパニーD.C.A. シャザム！」神奈川県民ホール、1999年
- 「アントニー・ゴームリー Still Moving」神奈川県立近代美術館、1996年
- 「ジョン・ケージのローリーホリーオーバー サーカス」水戸芸術館現代美術ギャラリー、1994年

他
展示
- 《Visions in Time - Miyota》インスタレーション - 東京オペラシティアートギャラリー「武満徹　Visions in Time」展、2006年
- 《飛ぶ男》インスタレーション - 世田谷文学館「安部公房」展、2003 ／ リーテム東京工場「Variations on a Silence」展、2005年

他